# Zajezdnia Muzealna Brus
Zajezdnia Muzealna Brus (dawniej Zajezdnia nr 4) – zajezdnia tramwajowa znajdująca się na łódzkim osiedlu Brus, przy ulicy Konstantynowskiej 115 (droga wojewódzka DW710). Obecnie pełni funkcję muzeum prowadzonego przez Klub Miłośników Starych Tramwajów w Łodzi we współpracy z MPK-Łódź.

## Historia
17 grudnia 1910 r. wraz z uruchomieniem linii do Konstantynowa Łódzkiego, Łódzkie Wąskotorowe Elektryczne Koleje Dojazdowe otworzyły zajezdnię w podłódzkiej gminie Brus. Na terenie obiektu zlokalizowano halę postojowo-remontową na pięć kanałów, budynek mieszkalny, budynek biurowy, magazyn, kuźnię i halę maszyn, zasilającą linię w energię elektryczną. Hala postojowa jest jednym z pierwszych w Łodzi budynków o konstrukcji żelbetowej. W 1918 roku rozbudowano jeden z obiektów mieszkalnych, zaś 11 lat później zmodernizowano podstację i wydłużono halę postojową. Równocześnie zastąpiono drewniane słupy trakcyjne kratownicowymi. Ostatnie zmiany w układzie przestrzennym zajezdni nastąpiły na przełomie lat 60. i 70. Podwyższono wówczas budynek administracyjny oraz rozbudowano układ torowy.
W momencie otwarcia zajezdni skierowano na nią wagony GE58 „berlinka” i nieco nowsze doczepy GE i U104. Służyły one przez kolejnych 50 lat. W latach 50. na Brus trafiły dwa wagony typu Lilpop III z 1939 roku oraz jeden Herbrand GE58 z 1910 r. Dopiero w latach 1959–1961 udało się wymienić cały tabor na nowy. Na Brusie zaczęła królować seria 5N. Brus jako ostatni zakład komunikacji tramwajowej eksploatował te tramwaje i jako ostatni je wycofał w 1991 roku. W 1990 na Brus trafiło osiem używanych wagonów GT6 z niemieckiego Bielefeld. Z Chocianowic przyjechały przegubowce typu 803N, które były wykorzystywane do końca świadczenia usług przewozowych przez zajezdnię.
1 kwietnia 1994 r. powołano spółkę Tramwaje Podmiejskie Sp. z o.o., która obsługiwała zajezdnię przez kolejnych 18 lat. Posiadany tabor – GT6 i 803N – był jednym z najstarszych na łódzkiej sieci tramwajowej. W 2010 r. firma zaczęła sprowadzać z Grudziądza wagony serii GT6. W związku z przejęciem od spółki Tramwaje Podmiejskie przez MPK-Łódź obsługi linii 43 zajezdnia zakończyła pracę przewozową 31 marca 2012 r.
W styczniu 2012 r. na ręce prezydent Hanny Zdanowskiej został złożony list intencyjny w sprawie przeznaczenia zajezdni na cele muzealne. Pod listem podpisali się przedstawiciele Klubu Miłośników Starych Tramwajów w Łodzi, Stowarzyszenia Inżynierów i Techników Komunikacji RP oraz senator Ryszard Bonisławski. W kolejnych miesiącach trwały spotkania z urzędnikami, podczas których ustalano przebieg dalszych działań. Pod koniec 2012 roku Hanna Zdanowska publicznie ogłosiła chęć utworzenia placówki. Już na przełomie kwietnia i maja 2013 r. na Brus trafiły pierwsze historyczne tramwaje i autobusy, a w lipcu obiekt po raz pierwszy udostępniono zwiedzającym.

## Ekspozycje muzealne
Na terenie zajezdni występują ekspozycje wewnętrzne (mieszczące się w dawnym budynku administracyjnym) oraz zewnętrzna wystawa wagonów tramwajowych oraz autobusów obsługujących łódzki transport publiczny. Zajezdnia jest udostępniana zwiedzającym w okresie od lutego do listopada. Podczas dni otwartych urządzanych przez KMST w Łodzi wstęp na teren zajezdni jest bezpłatny.